# الأحول المحرر
الأحول المُحرِّر هو إبراهيم بن عبد الله ويُعرف أيضا بالأحول التبريزي، من أشهر الخطّاطين في العصر العبّاسي على عهد البرامكة، وهو أمير أسرة من الخطّاطين هم أولاده وأحفاده وأخذوا عنه جودة الخط، لم يكن  في زمانه من هو أحسن منه خطًّا، رتّب الخطوط ووضع لها نظامًا محكمًا. وقد بلغ من جمال خطّه أن الوزير ابن الزيّات كان معجبا بخطّه، ولا يقبل أن يكتب له أحد غيره، فلم يُر في عصره أحسن خطّ منه.

## ابتكاراته
من أبرز الخطوط التي ابتكرها الأحول المحرر:
- خط النصف: يُعتبر من الخطوط التي ساهمت في تطوير الكتابة العربية.
- خط الرقاع: أحد الخطوط التي استخدمت في المراسلات والكتابات الرسمية.
- خط الحوائجي: مأخوذ من خط القصص، وكان يُستخدم في الكتابات اليومية.
- خط غبار الحلبة: استُخدم لكتابة الرسائل التي يحملها الحمام الزاجل.
- خط مسلسل التوقيع: سُمّي فيما بعد بالخط المسلسل، وكان يُستخدم في التوقيعات الرسمية.[2]

## تلاميذه
- إسحاق بن إبراهيم بن عبد الله: ورث إمارة الخط عن والده، وكان يُعلّم الخليفة المقتدر وأولاده.[2]
- أبو الحسن بن إبراهيم بن عبد الله: أحد أبناء الأحول المحرر الذين برعوا في فن الخط.[2]
- إسماعيل بن إسحاق بن إبراهيم: حفيد الأحول المحرر، واصل تقاليد العائلة في الخط العربي.[2]
- القاسم بن إسماعيل بن إبراهيم: ابن حفيد الأحول المحرر، استمر في تطوير فن الخط.[2]
- عبد الله بن إسماعيل بن إبراهيم: أخو القاسم، وكان له دور في نشر فن الخط.[2]
- حيون بن عمرو: أخو الأحول المحرر، برع في خط الثلث.[2]

- أبو علي بن مقلة، الذي أصبح لاحقًا من أشهر خطاطي العصر العباسي.[2]